# Collospermum samoense
Collospermum samoense är en enhjärtbladig växtart som beskrevs av Carl Skottsberg. Collospermum samoense ingår i släktet Collospermum och familjen Asteliaceae.
Artens utbredningsområde är Samoa. Inga underarter finns listade i Catalogue of Life.